# بله؟ نه؟
بله؟ نه؟ (به انگلیسی: Yes? No?) اولین آلبوم چندآهنگه خواننده کره ای سوزی می‌باشد. این آلبوم در ۲۴ ژانویه ۲۰۱۷ توسط کمپانی جی‌وای‌پی منتشر و شامل شش ترک اصلی می‌باشد.

## پیش زمینه و انتشار
در ۲ دسامبر ۲۰۱۶، اعلام شد که در ژانویه ۲۰۱۷ سوزی به عنوان خواننده سولو شروع به کار می‌کند و پس از فی دومین عضو میس‌ای است که آلبوم انفرادی خود را منتشر می‌کند. در تاریخ ۱۰ ژانویه گزارش شد که تولیدکننده جی‌وای‌پی، پارک جین یانگ، آهنگ تیتراژ آلبوم را نوشته‌است. در ۲۴ ژانویه، آلبوم به‌طور رسمی منتشر شد.

## لیست ترک
| شماره      | نام                                            | سراینده         | آهنگساز                    | تنظیم                           | مدت   |
| ---------- | ---------------------------------------------- | --------------- | -------------------------- | ------------------------------- | ----- |
| ۱.         | «تظاهر» (Pretend)                              | آرمادیلو        | آرمادیلو                   | آرمادیلو                        | ۳:۴۱  |
| ۲.         | «بله نه شاید» (Yes No Maybe)                   | پارک جین یانگ   | پارک جین یانگ کایروس [ ۵ ] | پارک جین یانگ کیم سونگ سو [ ۵ ] | ۳:۰۶  |
| ۳.         | «مریض و خسته» (Sick And Tired (با همکاری رِدی)) | کیم وون جی. سول | کیم وون جی. سول            | کیم وون                         | ۳:۳۹  |
| ۴.         | «چشیدن» (Les Préférences)                      | سوزی            | OnePiece                   | OnePiece                        | ۴:۲۸  |
| ۵.         | «علامت سؤال» (Question Mark)                   | سوزی            | سوزی جو هیون آه            | شیم ایون جی                     | ۴:۰۲  |
| ۶.         | «گل وحشی کوچک» (Little Wildflower)             | Epitone Project | Epitone Project            | Epitone Project                 | ۴:۰۴  |
| مجموع مدت: | مجموع مدت:                                     | مجموع مدت:      | مجموع مدت:                 | مجموع مدت:                      | ۲۳:۰۰ |

## نمودارها
| نمودار (۲۰۱۷)                         | اوج نمودارها |
| ------------------------------------- | ------------ |
| نمودار آلبوم هفتگی کره جنوبی (گائون)  | ۲            |
| آلبوم‌های جهانی ایالات متحده (بیلبورد) | ۱۵           |

| نمودار (۲۰۱۷)                         | اوج نمودارها |
| ------------------------------------- | ------------ |
| نمودار آلبوم ماهانه کره جنوبی (گائون) | ۱۴           |

## فروش
| نمودار            | تعداد  |
| ----------------- | ------ |
| کره جنوبی (گائون) | ۱۱٬۰۲۰ |

## جوایز و نامزدی‌ها
| سال  | جایزه                   | دسته‌بندی               | نتایج    |
| ---- | ----------------------- | ---------------------- | -------- |
| ۲۰۱۸ | جوایز موسیقی چارت گائون | جایزه آهنگ سال -ژانویه | نامزدشده |

| ترانه   | برنامه               | تاریخ          |
| ------- | -------------------- | -------------- |
| «تظاهر» | بانک موسیقی (کی‌بی‌اس) | ۲۷ ژانویه ۲۰۱۷ |
| «تظاهر» | بانک موسیقی (کی‌بی‌اس) | ۳ فوریه ۲۰۱۷   |

## تاریخ انتشار
| ناحیه    | تاریخ          | فرمت                | کمپانی             |
| -------- | -------------- | ------------------- | ------------------ |
| جهانی    | ۲۴ ژانویه ۲۰۱۷ | دانلود دیجیتال      | جی‌وای‌پی            |
| کره‌جنوبی | ۲۴ ژانویه ۲۰۱۷ | دانلود دیجیتال سی‌دی | جی‌وای‌پی کی‌تی موزیک |